# 朝霞市
朝霞市（日语：／ Asaka shi */?）是位於日本埼玉縣南部、武藏野台地中北端的城市，人口約14万5千人。

## 交通

### 鐵路
東日本旅客鐵道
- 武藏野線：北朝霞站

東武鐵道
- 東上本線：朝霞站 - 朝霞台站